# بورس ژوهانسبورگ

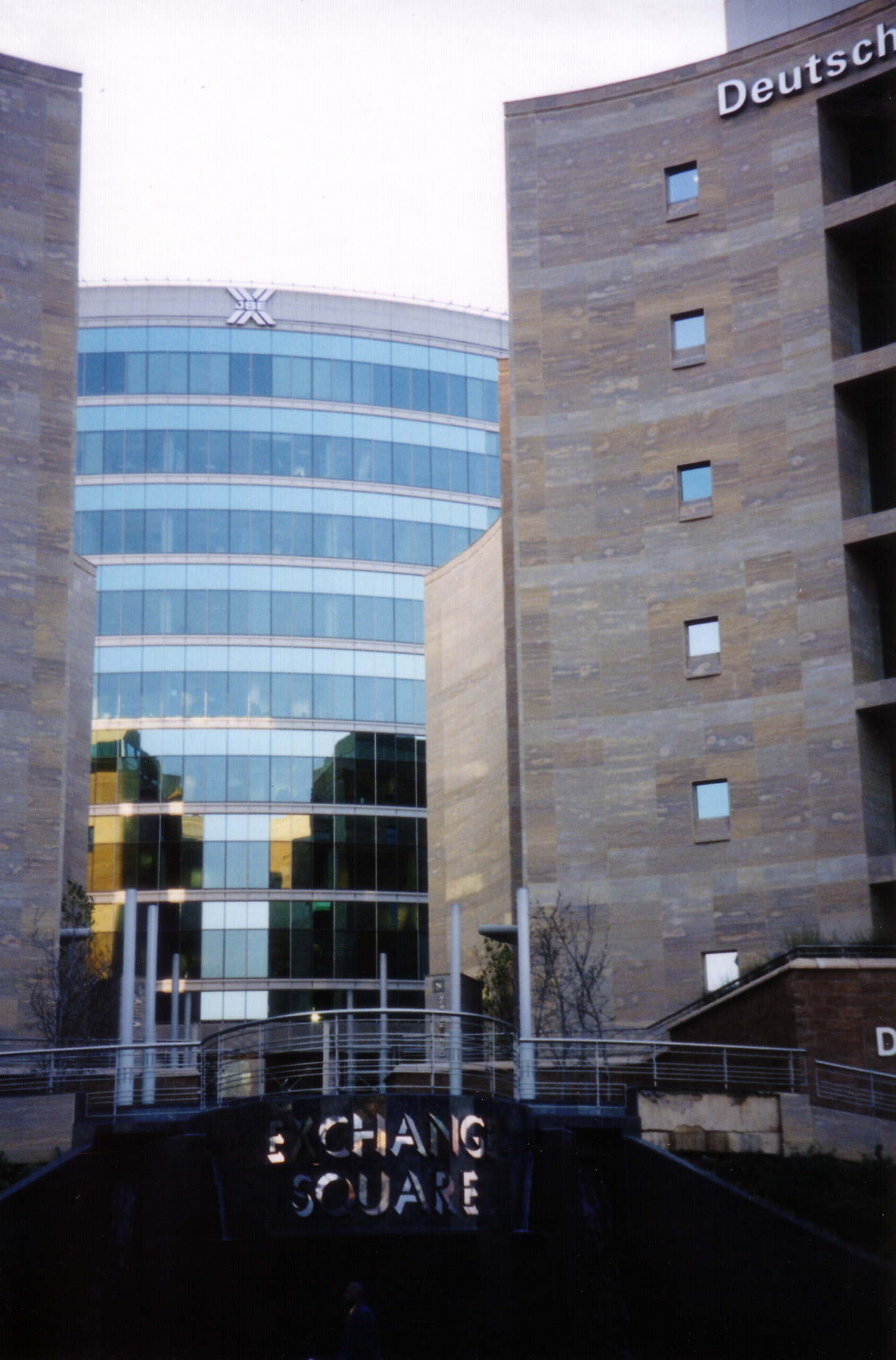
ساختمان مرکزی بازار بورس ژوهانسبورگ

بورس ژوهانسبورگ (به انگلیسی: Johannesburg Stock Exchange) بازار بورس اوراق بهادار آفریقای جنوبی است، که در سال ۱۸۸۷ توسط کارآفرین بریتانیایی؛ بنجامین مینورز وولان تأسیس شد. 
امروزه سهام ۴۷۲ شرکت در بورس ژوهانسبورگ دادوستد می‌شود و ارزش بازار سرمایه آن بالغ بر ۹۰۳ میلیارد دلار برآورد می‌شود. ساختمان مرکزی بازار بورس ژوهانسبورگ در شهر ژوهانسبورگ مستقر می‌باشد.